# УРА!
УРА! — перший сольний альбом Сергія Бабкіна, який вийшов 8 листопада 2004 року в Україні та 1 листопада 2004 року в Росії. Пирший сингл «Тук-Тук» посів 3 місце на радіостанціях України, Росії, Білорусі та Казахстану. Ще більшого успіху досяг сингл «Забери», кліп на який вийшов у лютому 2005 року. Пісня кілька місяців перебувала на перших позиціях хіт-парадів місцевих та іноземних радіостанцій.

## Список композицій
Автор музики і слів — Сергій Бабкін
.
| #     | Назва               | Тривалість |
| ----- | ------------------- | ---------- |
| 1.    | «Тук-тук»           | 4:17       |
| 2.    | «Сон»               | 3:19       |
| 3.    | «Белые рубашки»     | 4:04       |
| 4.    | «Забери»            | 4:23       |
| 5.    | «Солдатики»         | 5:07       |
| 6.    | «Надо больше пить»  | 3:12       |
| 7.    | «Рыбы-Люди»         | 5:46       |
| 8.    | «Кома»              | 5:52       |
| 9.    | «Надоело»           | 3:28       |
| 10.   | «Лилька»            | 2:55       |
| 11.   | «Разведчик»         | 6:38       |
| 12.   | «Вечно жить»        | 4:23       |
| 13.   | «Улыбайтесь»        | 4:54       |
| 14.   | «Закаменела злость» | 3:22       |
| 15.   | «Серые»             | 3:38       |
| 16.   | «Чао-чао»           | 3:48       |
| 68:48 |                     |            |

## Учасники запису
- Сергій Бабкін — гітара;
- Сергій Савенко — кларнет;
- Андрій Запорожець — бек-вокал;